# لويس هيلمان
لويس هيلمان (بالإنجليزية: Louis Hellman)‏ هو مهندس معماري بريطاني، ولد في 1936 في لندن في المملكة المتحدة.